# بدرنالس
بدرنالس هي مدينة، تتبع محافظة بيدرناليس ‏، بلغ عدد سكانها 13٬805 نسمة، تبلغ مساحتها 1٬274٬670٬000 متر مربع.

## المناخ
يظهر الجدول التالي التغييرات المناخية على مدار السنة لبدرنالس:
| البيانات المناخية لـبدرنالس                       | البيانات المناخية لـبدرنالس | البيانات المناخية لـبدرنالس | البيانات المناخية لـبدرنالس | البيانات المناخية لـبدرنالس | البيانات المناخية لـبدرنالس | البيانات المناخية لـبدرنالس | البيانات المناخية لـبدرنالس | البيانات المناخية لـبدرنالس | البيانات المناخية لـبدرنالس | البيانات المناخية لـبدرنالس | البيانات المناخية لـبدرنالس | البيانات المناخية لـبدرنالس | البيانات المناخية لـبدرنالس |
| الشهر                                             | يناير                       | فبراير                      | مارس                        | أبريل                       | مايو                        | يونيو                       | يوليو                       | أغسطس                       | سبتمبر                      | أكتوبر                      | نوفمبر                      | ديسمبر                      | المعدل السنوي               |
| ------------------------------------------------- | --------------------------- | --------------------------- | --------------------------- | --------------------------- | --------------------------- | --------------------------- | --------------------------- | --------------------------- | --------------------------- | --------------------------- | --------------------------- | --------------------------- | --------------------------- |
| الدرجة القصوى °م (°ف)                             | 36.0 (96.8)                 | 35.5 (95.9)                 | 37.5 (99.5)                 | 38.5 (101.3)                | 39.1 (102.4)                | 39.0 (102.2)                | 39.7 (103.5)                | 39.3 (102.7)                | 38.9 (102.0)                | 38.9 (102.0)                | 37.5 (99.5)                 | 36.7 (98.1)                 | 39.7 (103.5)                |
| متوسط درجة الحرارة الكبرى °م (°ف)                 | 31.5 (88.7)                 | 31.3 (88.3)                 | 31.8 (89.2)                 | 32.6 (90.7)                 | 33.5 (92.3)                 | 34.8 (94.6)                 | 36.0 (96.8)                 | 36.1 (97.0)                 | 35.8 (96.4)                 | 34.9 (94.8)                 | 33.6 (92.5)                 | 32.2 (90.0)                 | 33.7 (92.7)                 |
| متوسط درجة الحرارة الصغرى °م (°ف)                 | 19.3 (66.7)                 | 19.5 (67.1)                 | 20.1 (68.2)                 | 20.9 (69.6)                 | 21.8 (71.2)                 | 22.4 (72.3)                 | 23.4 (74.1)                 | 23.4 (74.1)                 | 23.0 (73.4)                 | 22.2 (72.0)                 | 21.0 (69.8)                 | 19.9 (67.8)                 | 21.4 (70.5)                 |
| أدنى درجة حرارة °م (°ف)                           | 15.3 (59.5)                 | 15.3 (59.5)                 | 13.7 (56.7)                 | 15.4 (59.7)                 | 14.0 (57.2)                 | 11.5 (52.7)                 | 15.7 (60.3)                 | 16.0 (60.8)                 | 14.0 (57.2)                 | 15.8 (60.4)                 | 15.0 (59.0)                 | 15.5 (59.9)                 | 11.5 (52.7)                 |
| معدل هطول الأمطار مم (إنش)                        | 8.5 (0.33)                  | 9.4 (0.37)                  | 20.2 (0.80)                 | 42.0 (1.65)                 | 71.1 (2.80)                 | 24.1 (0.95)                 | 27.0 (1.06)                 | 57.2 (2.25)                 | 91.4 (3.60)                 | 83.6 (3.29)                 | 42.8 (1.69)                 | 20.3 (0.80)                 | 497.6 (19.59)               |
| متوسط الأيام الممطرة (≥ 1.0 mm)                   | 1.3                         | 1.2                         | 2.2                         | 3.6                         | 4.6                         | 2.3                         | 2.8                         | 3.8                         | 6.0                         | 6.2                         | 3.4                         | 1.6                         | 39.0                        |
| المصدر #1: الإدارة الوطنية للمحيطات والغلاف الجوي |                             |                             |                             |                             |                             |                             |                             |                             |                             |                             |                             |                             |                             |
| المصدر #2:                                        |                             |                             |                             |                             |                             |                             |                             |                             |                             |                             |                             |                             |                             |

## توأمة
لبدرنالس اتفاقيات توأمة مع:
- فيلاغونزالو بيديرناليس